# Liste der Kulturdenkmäler in Roschbach
In der Liste der Kulturdenkmäler in Roschbach sind alle Kulturdenkmäler der rheinland-pfälzischen Ortsgemeinde Roschbach aufgeführt. Grundlage ist die Denkmalliste des Landes Rheinland-Pfalz (Stand: 14. August 2023).

## Einzeldenkmäler
| Bezeichnung                           | Lage                                                          | Baujahr                            | Beschreibung | Bild                           |
| ------------------------------------- | ------------------------------------------------------------- | ---------------------------------- | --- | ------------------------------ |
| Wegekreuz                             | Böchinger Straße, gegenüber Nr. 39 Lage                       | Anfang des 19. Jahrhunderts        | Sockel wohl vom Anfang des 19. Jahrhunderts, Nischenkreuz vom Anfang des 20. Jahrhunderts                              | Fotos hochladen                |
| Hofanlage                             | Hauptstraße 9 Lage                                            | 1772                               | Vierseithof; stattlicher Walmdachbau, bezeichnet 1772 (Bild)                                                           | weitere Bilder Fotos hochladen |
| Torbogen                              | Hauptstraße, an Nr. 27 Lage                                   | 17. Jahrhundert                    | Torbogen mit Nebenpforte, wohl aus dem 17. Jahrhundert                                                                 | Fotos hochladen                |
| Dorfgemeinschaftshaus                 | Hauptstraße 31 Lage                                           | erste Hälfte des 19. Jahrhunderts  | ehemalige Schule; klassizistischer Walmdachbau, erste Hälfte des 19. Jahrhunderts; Reliefstein, bezeichnet 1716 (Bild) | weitere Bilder Fotos hochladen |
| Katholische Pfarrkirche St. Sebastian | Hauptstraße 33 Lage                                           | ab 1500                            | spätgotischer ehemaliger Chorturm, um 1500; neubarockes Schiff, 1936, Architekten Albert Boßlet und Karl Lochner       | weitere Bilder Fotos hochladen |
| Kriegerdenkmal und Kruzifix           | Hauptstraße, bei Nr. 33 Lage                                  | ab 1730                            | Kriegerdenkmal 1914/18, Todesengel mit Soldat, 1920er Jahre; Steinkruzifix auf Tischsockel, bezeichnet 1730            | Fotos hochladen                |
| Wegekreuz                             | Kreuzstraße Lage                                              | zweite Hälfte des 18. Jahrhunderts | barockes Kruzifix auf Tischsockel, wohl aus der zweiten Hälfte des 18. Jahrhunderts                                    | Fotos hochladen                |
| Friedhofskreuz                        | nördlich des Ortes auf dem Friedhof Lage                      | 1857                               | barockes Kruzifix auf Tischsockel, bezeichnet 1857                                                                     | Fotos hochladen                |
| Wegekreuz                             | nordwestlich des Ortes am Edesheimer Weg; Flur Frissübel Lage | 1899                               | Kreuz mit Gipskorpus über Sandsteinsockel mit meist unleserlicher Inschrift, bezeichnet 1899                           | Fotos hochladen                |